# Hannah Stockbauer
Hannah Stockbauer (Norimberga, 7 gennaio 1982) è un'ex nuotatrice tedesca.

## Biografia
Specializzata nelle distanze lunghe dello stile libero, è stata più volte campionessa del mondo.
Ai mondiali di Barcellona 2003 vinse ben 3 medaglie d'oro individuali (400 m, 800 m e 1500 m sl); fu nominata dalla FINA la miglior nuotatrice della competizione, e dalla rivista Swimming World Magazine come la Nuotatrice mondiale dell'anno 2003.
All'Olimpiade di Atene 2004 vinse la medaglia di bronzo nella staffetta tedesca 4x200 m sl.
Terminò la sua carriera agonistica nell'ottobre 2005.

## Record personali
- 400 m sl: 4'06"55 - Germania 1º giugno 2000
- 800 m sl: 8'23"66 - Barcellona 26 luglio 2003
- 1500 m sl: 16'00"18 - Barcellona 22 luglio 2003

## Palmarès
- Olimpiadi

Atene 2004: bronzo nella 4x200m sl.
- Mondiali

Fukuoka 2001: oro negli 800m sl e nei 1500m sl, argento nella 4x200m sl e bronzo nei 400m sl.
Barcellona 2003: oro nei 400m sl, negli 800m sl e nei 1500m sl.
- Europei

Istanbul 1999: oro negli 800m sl e nella 4x200m sl.
Berlino 2002: oro nella 4x200m sl e bronzo negli 800m sl.
- Europei in vasca corta

Riesa 2002: bronzo nei 400m sl e negli 800m sl.

## Riconoscimenti
- World Swimmer of the Year: 2003
- European Swimmer of the Year: 2003